# Corte Suprema de los Países Bajos
La Corte Suprema del Reino de los Países Bajos es el tribunal de apelación final en casos civiles, penales y fiscales en los Países Bajos, incluidos Curazao, San Martín y Aruba. El Tribunal fue establecido el 1 de octubre de 1838 y tiene su sede en La Haya.
La Corte Suprema falla en asuntos civiles y penales. En determinados casos administrativos también tiene competencia final, mientras que en otros casos esta competencia recae en la división resolutiva del Consejo de Estado (Raad van State), el Tribunal Central de Apelaciones (Centrale Raad van Beroep), el Tribunal de Apelaciones de Comercio e Industria (College van Beroep van het bedrijfsleven), así como instituciones judiciales en la parte caribeña del Reino de los Países Bajos. El Tribunal es un tribunal de casación, lo que significa que tiene competencia para anular o confirmar sentencias de tribunales inferiores, pero no para reexaminar o cuestionar los hechos. Sólo considera si los tribunales inferiores aplicaron correctamente la ley y las sentencias están suficientemente motivadas. Al hacerlo, establece jurisprudencia.

## Historia
El funcionamiento del Tribunal Supremo de los Países Bajos se inspiró inicialmente en el Tribunal de Casación, piedra angular del sistema judicial resultante de la Revolución francesa, creado en 1790 e introducido en 1795 en la región de Batavia, donde ocupó el lugar del Hoge Raad van Holland, Zeeland en West-Friesland (Tribunal Supremo de Holanda, Zelanda y Frisia Occidental), tribunal principal de la República de las Provincias Unidas (1581-1795).
Tomó su forma actual en 1838, cuando sucedió al Hoog gerechtshof der Verenigde Nederlanden, el Tribunal Superior del Reino Unido de los Países Bajos. En 2016, el Tribunal se trasladó a su sede actual, el antiguo edificio de la Embajada de Francia en Países Bajos, entre la sede de la Policía Nacional y el Ministerio de Hacienda.

## Composición
El Tribunal Superior está compuesto por un presidente, un máximo de siete vicepresidentes, un máximo de treinta miembros (en holandés: raadsheren) y un máximo de quince miembros del servicio especial. Cada miembro tiene jurisdicción sobre las cuatro cámaras. 